# Église Saint-Sébastien de Mérey-sous-Montrond
Pour les articles homonymes, voir Église Saint-Sébastien.
L’église Saint-Sébastien de Mérey-sous-Montrond est une église située à Mérey-sous-Montrond dans le département français du Doubs.

## Histoire
L'église est construite entre 1839 et 1841 sur les plans de l'architecte bisontin Martin. Elle subit une restauration en 1977.
L'église est inscrite au titre des monuments historiques depuis 6 mars 1979

## Rattachement
L'église fait partie de la paroisse d'Epeugney (dite paroisse des Quatre Monts) qui est rattachée au diocèse de Besançon.

## Architecture
L'église Saint-Sébastien est une Église à plan basilical de 13,30 mètres de long. Elle se compose de trois vaisseaux. Elle est voutée en berceau et on y trouve une coupole sur pendentif. Le chevet est vouté en cul de four. 

## Mobilier
Parmi le mobilier de l'église deux reliquaires-monstrances du XVIIIe siècle, les fonts baptismaux et leur retable du XIXe siècle et une vierge de 1854 dite Vierge noire ou Vierge des moissons.